# Joseph Renftle

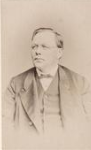
Joseph Renftle

Joseph Renftle (* 6. oder 23. März 1823 in Balzhausen; † 28. März 1881 in Sauldorf) war ein deutscher römisch-katholischer und später altkatholischer Geistlicher.

## Leben

### Herkunft
Joseph Renftle stammte aus einem an der Hasel gelegenen Dorf im Mittelschwäbischen, das zu Zeitpunkt seiner Geburt ungefähr 730 Einwohner hatte. Dort war seine Familie bereits seit Anfang des 17. Jahrhunderts ansässig. Seine unmittelbaren Vorfahren waren Schreiner.
Er war das erste Kind des Schreinermeisters Anton Renftle († 1863) und dessen Ehefrau Eva Lochbronner († 1861) und hatte noch eine Schwester.

### Werdegang
Joseph Renftle verbrachte die Kindheit in seinem Heimatdorf und besuchte dort die 1826 neu errichtete Volksschule. Mit der Hilfe des Pfarrers Jakob Mortstein und dessen Kaplan Konrad Lindenbaur, die ihn privat unterrichteten, wurde er auf das Gymnasium vorbereitet, so dass er 1838 zum Gymnasium (heute Johann-Michael-Sailer-Gymnasium) nach Dillingen kam. Nachdem er im Sommer 1841 als viertbester Schüler und Preisträger in Mathematik die Schule beendet hatte, ging er an das erzbischöfliche Lyzeum (heute Philosophisch-theologische Hochschule) nach Freising und erhielt Philosophie-Unterricht bei Magnus Jocham und Martin Deutinger. Er setzte die Ausbildung am Lyzeum der Benediktinerabtei St. Stephan in Augsburg fort und immatrikulierte sich als Kandidat der Theologie an der Universität München; hier hörte er die kirchengeschichtlichen Vorlesungen bei Ignaz Döllinger, dessen Auffassungen er sich ganz zu eigen machte.
Im Studienjahr 1845/1846 absolvierte er den zweiten theologischen Kurs am Dillinger Lyzeum und hörte die kirchengeschichtlichen Vorlesungen bei Florian Moll (1788–1848), studierte Exegese bei Lorenz Klemens Gratz (1806–1884) und Moraltheologie bei Matthias Merkle sowie Dogmatik bei Johann Evangelist Wagner.
Am 4. April 1846 weihte ihn Bischof Peter von Richarz in Dillingen in der Studienkirche Mariä Himmelfahrt mit 50 anderen Diakonen zum Priester.
Er wurde zunächst als Hilfspriester nach Aletshausen geschickt, ging 1847 nach Zell bei Eisenberg und 1848 nach Bodelsberg, Wertach und Nesselwang. Im darauffolgenden Jahr erhielt er die Versetzung nach Altusried und Bergheim bei Dillingen, 1850 nach Hainhofen, Altenstadt und Missen. Dort blieb er bis 1853, bevor er als Aushilfsgeistlicher nach Staufen bei Dillingen kam. Bereits wenige Monate später wies ihn das Ordinariat als Benefiziat nach Lauingen und er erhielt 1856 die Pfarrei St. Martin in Staufen.
In Staufen beschäftigte er sich in seiner Freizeit vor allem mit Botanik, Physik und Chemie; dabei entstanden erste Zweifel an der Glaubwürdigkeit katholischer Stellungnahmen zur Naturwissenschaft, die durch regelmäßige Lektüre der Augsburger Allgemeinen Zeitung verstärkt wurden.

### Mering
Nachdem Pfarrer Alois Lindenbaur, der Bruder des einstigen Kaplans Konrad Lindenbaur aus Balzhausen, in Mering verstorben war, bewarb sich Joseph Renftle um diese besser dotierte Pfarrstelle und wurde durch Bischof Pankratius von Dinkel am 27. Juli 1860 zum neuen Pfarrherrn von Mering bestellt. Am 28. August 1860 erfolgte, nach der Bestätigung durch König Maximilian II. Joseph, die feierliche Amtseinführung in der dortigen St. Michaelskirche.
Nach dem Tod seiner Mutter, die bis dahin bei ihm lebte, erregte er immer häufiger Anstoß wegen seines Lebenswandels; hierzu kam ein innerer Seelenkampf, weil er sich immer mehr von der Kirche entfernte, aber jedes vertrauliche Gespräch mit seinen Mitbrüdern vermied. Er studierte heimlich die Veröffentlichungen des 1863 suspendierten katholischen Universitätsprofessors Jakob Frohschammer und die indizierten Bücher von Aloys Pichler, der ein Schüler von Ignaz von Döllinger war und der den kirchlichen Standpunkt völlig preisgab. Nachdem er das evangelische Handbuch der neuesten Kirchengeschichte von Friedrich Nippold erworben hatte, verfolgte er dessen öffentliche Auseinandersetzung mit dem Mainzer Bischof Wilhelm Emmanuel von Ketteler.
Im Januar 1870 wandte er sich schriftlich an Friedrich Nippold und bat diesen um Rat und Hilfe: Ich bin katholischer Priester und seit meinem Austritt aus dem Klerikalseminar (1846) in der Seelsorge. Meine Liebe zur Wahrheit und Gerechtigkeit, mein Haß gegen Lüge und Scheinheiligkeit hat alle Vorurteile zerstreut, kurz, ich bin seit mehr als sieben Jahre kein römischer Katholik mehr. Die Vergleichung unseres Kirchenwesens mit der Religion des Evangeliums führte mich dahin, wo ich jetzt stehe. Er trug sich mit dem Gedanken, zur evangelischen Kirche überzutreten, allerdings riet Friedrich Nippold ihm davon ab, setzte sich aber mit dem Schwiegersohn des protestantischen Theologen und Diplomaten Christian Karl Josias von Bunsen, dem Chef des großherzoglichen Kabinetts in Karlsruhe, Friedrich August Johannes Paul Ungern Sternberg (1817–1895), in Verbindung, der über Joseph Renfle Erkundigungen einzog und dessen Berufung in ein evangelisches Pfarramt ermöglichen wollte.
Sein ständiges inneres Ringen, die dauernden Glaubenszweifel und die intensive Beschäftigung mit der teilweise polemisch gegen die katholische Kirche gerichteten Literatur prägten allmählich die Predigten von Joseph Renftle und den Religionsunterricht: Ich kann mich nicht länger mehr verstellen; der Klerus der Umgegend, von dem ich mich absperre, hat Spuren von meiner Gesinnung ... Selbst die Pfarrkinder sagen, ich sei lutherisch. Dazu kamen der Umgang mit den sogenannten Fortschrittlern, den Liberalen, zu denen in Mering unter anderem der Bürgermeister Joseph Hölzl, der Apotheker Friedrich Wilhelm Geret sowie der Augsburger Rechtsanwalt und Landtagsabgeordnete Joseph Völk gehörten. Weiterhin kam er in den Verdacht unerlaubter Beziehungen zu einem Mädchen; so wurde im Mai 1869 die unmittelbar vor der Niederkunft stehende Magd aus dem Pfarrhof in ein Nachbarhaus getragen.
Das Bischöfliche Ordinariat Augsburg wollte diese Missstände nicht mehr dulden und forderte ihn auf, sich binnen sechs Monaten um eine andere Pfarrei zu bemühen. Nach einem kurzen Zögern entschloss er sich jedoch, sein Amt weiterzuführen; als Vorbild galt ihm hierbei sein ehemaliger Münchener Kirchengeschichtslehrer Ignaz Döllinger, der am 21. Januar 1870 in der Augsburger Allgemeinen Zeitung eine Erklärung zur Päpstlichen Unfehlbarkeit abgegeben hatte. Für Joseph Renftle stand zu diesem Zeitpunkt fest, dass er ein von den Konzilsvätern verabschiedetes Unfehlbarkeitsdogma des Papstes nie anerkennen werde. In diesem Sinn bezog er in den nächsten Monaten auf der Kanzel Stellung gegen die römische Kirchenversammlung und gab, nach glaubhafter Aussage am 29. Mai 1870, in der Sonntagspredigt an, Unerhörtes und Unsinniges strebt man in Rom an. Bis Petri und Pauli werde man es verkünden. Die Folge wird eine neue Glaubensspaltung sein und der Schluß die Inquisition.
Nachdem die Päpstliche Unfehlbarkeit verkündet worden war, beschlossen die deutschen Bischöfe am 30. August 1870 in Fulda die Herausgabe eines gemeinsamen Hirtenworts, um die Gläubigen zur Annahme dieses Glaubenssatzes zu ermahnen. Die Veröffentlichung in Bayern erfolgte, ohne dass ein königliches Plazet eingeholt worden war; durch einen Ministerialbeschluss vom 9. August 1870 war allerdings die Publikation vatikanischer Dekrete ohne Erlaubnis der Regierung untersagt.
Bischof Pankratius von Dinkel ordnete am 26. September 1870 die Verlesung des Hirtenbriefes für die gesamte Augsburger Diözese an und Joseph Renftle verlas ihn am 9. Oktober 1870, begann die Verlesung aber mit einer Erklärung: Ich werde nun diesem Auftrag nachkommend, Euch das vorlesen, was die Ende August dieses Jahres in Fulda versammelten Bischöfe dem Volk ihrer Diözesanen in Betreff des letzten römischen Konzils sagen wollen. Bevor ich aber zur Verkündigung jener Ansprache schreite, erkläre ich, daß ich an die Rechtmäßigkeit dieses Konzils nicht glaube und zwar, weil es kein freies Konzil gewesen ist, weil gerade bei den wichtigen Beschlüssen die er forderliche Stimmeneinhelligkeit gefehlt hat und weil Glaubenssatzungen aus jener Versammlung hervorgegangen sind, die in der Heiligen Schrift und in der kirchlichen Überlieferung nicht begründet sind. Ich bin mir der Folgen dieser Erklärung wohl bewußt, muß aber Gott mehr gehorchen als den Menschen. Seine Ehre, die Ehre der wahren Kirche Christi, die Liebe zum christkatholischen Volke, dem wir Priester Wahrheit schuldig sind, zwangen mich zu dieser Erklärung. Hierdurch entstand die erste altkatholische Gemeinde in Bayern (siehe auch Alt-Katholische Kirche in Deutschland#Nach dem Ersten Vatikanischen Konzil (1870)).
Aufgrund dieser Erklärung wurde er zum 20. Oktober 1870 zum Bischöflichen Ordinariat nach Augsburg zitiert und diktierte dort den Wortlaut seiner Kanzelerklärung in das Vernehmungsprotokoll; am 30. Oktober 1870 kommentierte er während einer Predigt nochmals das Hirtenwort und fügte später hinzu, dass es kein Dogma sei, dass der Papst weltlicher Herrscher sein müsse. Der Geistliche Rat in Augsburg verlangte einen Widerruf von Joseph Renftle, den er von der Kanzel verlesen sollte, dieser war aber zu einer solchen Stellungnahme nicht bereit, sondern mobilisierte die Gemeinde- und Kirchenverwaltung, die sich mit ihrem Seelsorger solidarisch erklärten und eine Abordnung nach Augsburg schickten und dem Bischof mitteilten, dass sie einen Widerruf ihres Pfarrers als sittlichen Rufmord betrachten würden. Darauf beschloss die kirchliche Oberbehörde im November 1870 die Suspendierung von Joseph Renftle und die Einsetzung eines Vikars, der die geistlichen Funktionen wahrnehmen sollte.
Der bischöfliche Kommissar, Kammerer Franz Xaver Liepert, versuchte vergeblich, Karl Wiedemann als Vikar in Mering einzusetzen. Joseph Renftle weigerte sich, die Matrikelbücher und das Pfarrsiegel herauszugeben, erklärte die Suspension für ungültig und untersagte Karl Wiedemann den Zutritt zum Pfarrhaus. Auch dem Domkapitular Dr. Anton Steichele, der in Begleitung Karl Wiedemanns nach Mering fuhr, um die bischöfliche Anordnung durchzusetzen, erklärte er, ich streite dem Bischof von Augsburg das Recht ab, mich zu suspendieren. Ich betrachte den Herrn Bischof als nicht mehr der katholischen apostolischen Kirche angehörig, seitdem er sich den Beschlüssen des sogenannten vaticanischen Concils angeschlossen hat. Ich bin Priester jener Kirche, welche im Jahr 1817 mit dem König von Bayern ein Konkordat abgeschlossen hat; jener Glaubensgemeinschaft, welcher der Herr Bischof seit einiger Zeit angehört, will ich nicht angehören. Ich protestiere also gegen die Zensur, die er über mich verhängt hat. Er erklärte sich aber bereit, Vikar Karl Wiedemann in der Ausübung seiner Pflichten nicht zu hindern. Auch wollte er sich der Ausübung geistlicher Funktionen enthalten, damit die Leute nicht in Gewissensskrupel und Verwirrung kämen. Aufgrund des schroffen Verhaltens von Anton Steichele sah er sich jedoch kurz darauf an diese Zusage nicht gebunden und zelebrierte bereits wieder am nächsten Tag. Darauf kündigte Anton Steichele die Exkommunikation an und verbot den Gläubigen den Empfang der Sakramente aus der Hand ihres suspendierten Pfarrers.
Joseph Renftle wandte sich daraufhin an die Regierung von Oberbayern mit der Bitte um Schutz und diese bestätigte ihn in seinem Amt als Lokalschulinspektor und Vorstand des Armenpflegerates sowie der Kirchenverwaltung.
Pankratius von Dinkel verfügte nun für den 11. Dezember 1870 die Verkündigung der Exkommunikation, worauf Joseph Renftle sich jedoch nicht kümmerte, sondern so tat, als ob Bischof und Ordinariat in Augsburg für ihn gar nicht existierten; hierbei hatte er auch den Rückhalt seiner Kirchengemeinde.
Das Bischöfliche Ordinariat Augsburg bat die Regierung von Oberbayern um Amtshilfe bei der Entfernung des exkommunizierten Meringer Pfarrers, die daraufhin das Friedberger Bezirksamt mit einer Untersuchung beauftragte; das Ergebnis war, dass die Mehrzahl der Marktbewohner zu Joseph Renftle standen, nur die Einwohner der Filialgemeinden seien gegen den Ortsgeistlichen, so dass die Regierung keinen Anlass zu einem Eingreifen sah.
Die Regierung kam zu dem Schluss, dass der Bischof von Augsburg keinen Anspruch auf Mithilfe der Staatsregierung bei der Entsetzung des deponierten Geistlichen von der Pfarrei Mering hatte; dieser aber auch nicht auf Verletzung verfassungsmäßiger Rechte durch das Ordinariat klagen könne. Er blieb mit den Zensuren, unter anderem gab es die Anweisung an die umliegenden Pfarreien, den Bittprozessionen Joseph Renftles den Zutritt zu den Kirchen zu verweigern oder umgekehrt das Verbot an die Nachbargeistlichen, in der Meringer Pfarrkirche zu zelebrieren, belegt; die Lösung des Konflikts wurde der Gemeinde zugeschoben. Solange die Kirchenverwaltung und die Mehrheit der Gläubigen Joseph Renfle als rechtmäßigen Pfarrer anerkennen und von ihm geistliche Amtshandlungen in Anspruch nähmen, könne er seine Tätigkeit ausüben und die Pfründe beanspruchen.
Der Allgemeine Geistliche Rat in Augsburg wandte sich nun an den Königlichen Staatsrat und sah sich in ihren verfassungsmäßigen Rechten verletzt; zur gleichen Zeit baten mehrere Gemeinde- und Kirchenverwaltungen der Meringer Filialen und zahlreiche Meringer Bürger den Rechtsanwalt und Abgeordneten Karl Barth in Augsburg, ebenfalls bei der Regierung Beschwerde gegen die weitere Amtsführung Joseph Renftles einzulegen. Der bayerische Staatsrat hatte die Eingaben des Augsburger Ordinariats und Karl Barths zur weiteren Behandlung darauf an die Abgeordnetenkammer übergeben.
Vikar Karl Wiedemann und der neue Expositus Eduard Böheim residierten in Meringerzell und Ried, wo sie für die bischofstreuen Katholiken den Pfarrgottesdienst feierten und deren Kindern den Religionsunterricht erteilten. Das führte zu ständigen Auseinandersetzungen zwischen dem exkommunizierten Joseph Renftle, der auch Flugblätter gegen den Papst und den Bischof sowie dem vom Bischof eingesetzten Pfarrvikar verfasste. Innerhalb der Meringer Gemeinde kam es wiederholt zu Tätlichkeiten, Besudelung der Häuser, zu Brandstiftungen, Prügeleien und Bedrohungen der Kinder, die zum Unterricht des deponierten Ortsgeistlichen oder umgekehrt zu dem des Pfarrvikars gehen wollten.
Der Augsburger Bischof verfügte 1871, dass nur solche Kinder zur Firmung zugelassen werden sollten, deren Eltern das Renftlische Treiben missbilligten und durch Unterschrift das päpstliche Unfehlbarkeitsdogma anerkannten. Daraufhin setzte sich Joseph Renftle im Mai 1871 mit Pastor van Vlooten von der Utrechter Kirche in Verbindung, die sich im 18. Jahrhundert von Rom getrennt hatte, dennoch aber die Successio Apostolica besaß, das heißt deren Bischöfe waren gültig, wenn diese auch unerlaubt geweiht waren.
1871 verstarb in Kempten Staatsanwalt Hurth, der ein Gegner des Unfehlbarkeitsdogmas war. Diesem verweigerte die römisch-katholische Kirche das Begräbnis, worauf Johannes Friedrich, gemeinsam mit Joseph Renftle, die Beerdigung durchführte.
Im November 1871 wurde Josef Siemes sein Kaplan bei Joseph Renftle.
Inzwischen befasste sich die Abgeordnetenkammer an vier Verhandlungstagen vom 23. bis 27. Januar 1872 mit den Eingaben und es kam in Anwesenheit des Ministerpräsidenten Friedrich von Hegnenberg-Dux, verschiedener Staatsminister, Diplomaten und Reichsräte zu heftigsten Redeschlachten zwischen den Vertretern der liberalen Fortschrittspartei, die die Beschwerde des Augsburger Bischofs ablehnten, und den Abgeordneten der konservativen Patriotenpartei, die sie befürworteten. Die parlamentarische Auseinandersetzung weitete sich zu einer grundsätzlichen kirchenpolitischen Diskussion aus: Hat die katholische Kirche in Bayern das Recht auf freie Verkündigung der vatikanischen Konzilsbeschlüsse oder ist sie dem staatlichen Aufsichtsrecht unterworfen; die Abstimmung endete mit 76 Ja- zu 76 Neinstimmen. Damit war der Antrag des Augsburger Bischofs auf Mithilfe der Regierung bei der Entsetzung von Joseph Renftle abgelehnt, und die schon zitierte Bestimmung der Ministerialentschließung blieb weiterhin in Kraft: Solange die Kirchenverwaltung und die Mehrheit der Gläubigen Joseph Renftle als rechtmäßigen Pfarrer anerkennen und von ihm geistliche Amtshandlungen in Anspruch nehmen, konnte er seine Tätigkeit ausüben und seine Pfründe beanspruchen.
Um seine Anhänger nicht zu verlieren, musste Joseph Renftle einen Bischof zur Firmung von mehr als hundert Kindern nach Mering bringen. Der Utrechter Erzbischof Henricus Loos firmte, auf Bitten von Joseph Renftle, dann am 10. Juli 1872 unter Assistenz von Pfarrer Joseph Renftle in der St. Michaelskirche 183 Kinder. Für Joseph Renftle bedeutete dieser bischöfliche Besuch den Höhepunkt seiner Amtszeit als altkatholischer Pfarrer.
Nach dem Wegzug des altkatholischen Kaplans Thomas Braun (1816–1884) im November 1876, der seit 1874 als Hilfsgeistlicher bei ihm tätig war, musste er ohne Hilfsgeistlichen auskommen und gab daraufhin die Pastorierung seiner Glaubensgenossen in Nördlingen und Donauwörth auf, die er jahrelang übernommen hatte und beschränkte seine Tätigkeit auf Mering. Um die Gläubigen nicht zu verunsichern, feierte er die Liturgie nach römisch-katholischem Ritus, zelebrierte täglich die lateinische Messe, hielt mehrmals im Jahr das Hochamt vor dem ausgesetzten Allerheiligsten, betete in den Andachten den Rosenkranz und die lauretanische Litanei.
In den folgenden Jahren nahm die Zahl seiner Anhänger ab und die Zahl der Kinder, denen er Religionsunterricht nach eigenen Vorlagen erteilte, verringerte sich ebenfalls stetig, bis er 1876/77 den offiziellen altkatholischen Katechismus einführen musste. Die Lehrer, die teils zu ihm standen und teilweise als bischofstreue Katholiken galten, beobachteten gegenseitig alle Mängel und meldeten sie an die vorgesetzte Stelle, die den Eindruck gewann, als ob in Mering der ordnungsgemäße Unterricht nicht mehr gewährleistet sei; dies führte zu Rügen, die Joseph Renftle erhielt, weil er noch als Lokalschulinspektor fungierte. Ein Angebot des ersten Bischofs der Alt-Katholischen Kirche in Deutschland, Joseph Hubert Reinkens, den Religionsunterricht für Gymnasiasten zu erteilen, lehnte er ab.
Joseph Renftle setzte sich für die Aufhebung des Zölibatsgesetzes ein und als die Utrechter Kirche 1875 unter anderem wegen der aufkommenden Zölibatsdebatte bei den deutschen Altkatholiken Bedenken äußerte, meinte Joseph Renftle: mögen sich die Holländer in Port-Royal einklostern und beten und fasten, wir gehen unseren eigenen Weg!
Nachdem er sich Gedanken gemacht hatte, die Pfarrei Mering aufzugeben, erhielt er vom Bischof Joseph Hubert Reinkens das Angebot, entweder die Pfarrstelle in Wiesbaden oder in Sauldorf bei Baden anzunehmen; er entschied sich, die badische Pfarrei anzunehmen und wurde am 9. April 1878 durch den kirchlichen Gemeinderat in Sauldorf zum Pfarrverweser gewählt; im Mai 1878 gab er sein Pfarramt in Mering auf. Als er zum Meringer Bahnhof zog, um die Fahrt nach Sauldorf anzutreten, wurde er von der Gemeindeverwaltung, der Feuerwehr, dem Schützenverein und einigen hundert Pfarrangehörigen begleitet.

### Sauldorf
In Sauldorf wurde er am 23. September 1878 durch die Patronatsherrn Prinz Wilhelm und Prinz Max von Baden der 1874 gegründeten Kirchengemeinde präsentiert. Die Bestätigung durch Bischof Josef Hubert Reinkens in Bonn  erfolgte Anfang Januar 1880, und am 16. Januar 1880 empfing er Kirchen- und Pfarrhausschlüssel. Im darauffolgenden Jahr verstarb er nach einem Schlaganfall.
Pfarrer Friedrich Michelis aus Freiburg hielt die Grabrede und nahm die Beerdigung vor.

### Geistliches Wirken
Joseph Renftle hatte durch die von einem Großteil der Gemeinde mitgetragene Ablehnung des päpstlichen Unfehlbarkeitsdogmas und den nachfolgenden Widerstand gegen die Zensuren des Augsburger Bischofs einen Präzedenzfall geschaffen und praktisch die erste altkatholische Pfarrei gegründet, noch ehe überhaupt eine eigene altkatholische Pfarrorganisation geplant und errichtet worden war. Er gehörte nicht zu den geistigen Initiatoren der altkatholischen Bewegung, aber wie Friedrich Nippold gegenüber Fürst Otto von Bismarck äußerte, ein einfacher Landpfarrer, der eine Gemeinde hinter sich hat, wiegt schwerer als Dutzende gelehrter Professoren, hinter denen keine Gemeinden stehen.
Er gehörte zu den Mitgliedern der Kommission, die im August 1871 in Heidelberg den ersten Altkatholiken-Kongress vorbereitete, der im September 1871 in München stattfand; dort erfuhr er Anerkennung durch den Präsidenten Johann Friedrich von Schulte: Wenn wir uns der Priester erinnern, welche gelitten für ihre Überzeugung, so lassen Sie uns dann auch gedenken derjenigen Gemeinde, welche zuerst sich selbst geholfen hat, des Pfarrers und der Gemeinde Mering. Während des Kongresses lernte er unter anderem den Theologen Adolf Thürlings kennen.
Er nahm auch in den folgenden Jahren, bis einschließlich 1875, an den Altkatholiken-Kongressen, den ersten Synoden und 1873 an der Wahl des ersten Bischofs Josef Hubert Reinkens in Köln teil.
Friedrich Michelis war seit 1871 mit Joseph Renftle persönlich bekannt und sagte damals über ihn, hätten wir gleich im Anfang nur 50 Pfarrer wie Renftle und 100 Kapläne wie Kühn in ganz Deutschland gehabt — an den Gemeinden fehlte es nirgends —, so hätte die gute Sache von Anfang an eine andere Gestalt angenommen. Ich meine es nicht scherzhaft und ironisch, sondern im vollen Ernste, wenn ich sage, die Hoffnung des Sieges lag von Anfang an darin, dass die Sache aus den Händen der Professoren in die Hände der Pfarrgeistlichen komme, freilich aber von Seelsorgern und  nicht von Agitatoren.

## Mitgliedschaften
Joseph Renftle war Mitglied des Historischen Vereins von Oberbayern.

## Schriften (Auswahl)
- Die apostolische Reise des Erzbischofs von Utrecht nach Deutschland 1872 - ein Beitrag zur Geschichte der katholischen Reformbewegung. Augsburg: Lampart, 1872 (Digitalisat).